# Ивановский автотранспортный колледж
Ивановский автотранспортный колледж (ОГБОУ СПО «ИАТК») — учреждение среднего профессионального образования в городе Иваново.
Совет Народных Комиссаров РФ решением от 2 апреля 1940 года за номером 440 о создании Ивановского автотранспортного техникума (ИАТТ). Первый выпуск специалистов состоялся в июле 1941 г.

## История
В связи с возросшей необходимостью в годы первых пятилеток использования автомобильного транспорта для народного хозяйства страны и подготовки, в этой связи, кадров для автотранспортной отрасли и на основании Постановления Совета народных комиссаров РСФСР от 23 августа 1939 года Ивановский областной коммунально-строительный техникум был передан из системы Народного комиссариата коммунального хозяйства РСФСР в систему Народного комиссариата автомобильного транспорта РСФСР и, согласно приказу по Народному комиссариату автомобильного транспорта РСФСР от 2 апреля 1940 года № 90, Ивановский областной коммунально-строительный техникум был переименован в Ивановский автотранспортный техникум народного комиссариата автомобильного транспорта РСФСР (это постановление было опубликовано в областной газете «Рабочий край» за № 91 от 23 апреля 1940 г.).
С 15 декабря 1939 г.-1940 учебного года техникум перешёл на новый учебный план. План приема 120 человек с отрывом от производства и 60 человек без отрыва от производства (база 7 классов неполной средней школы) на «Автотранспортное отделение».
Первый выпуск молодых специалистов по специальности «Эксплуатация и ремонт автомобильного транспорта» с присвоением квалификации «техник-механик по эксплуатации и ремонту автотранспорта» был в военный 1942 год. Тогда техникум окончили 58 человек.
В 1957 году было закончено строительство нового одноэтажного здания учебных мастерских по ул. Летная (сейчас ул. Ташкентская), которые были оснащены современным гаражным оборудованием для проведения технического обслуживания и ремонта автомобилей. А в 1958 г. было закончено строительство общежития на 320 мест (это 4-этажное здание по ул. 1-я Авиационная, сейчас ул. Велижская, 54).
В 1958 года началось строительство нового учебного корпуса по ул. Летная (сейчас ул. Ташкентская, 81) и жилой дом (3-этажное здание на 24 квартиры для преподавателей и сотрудников техникума по ул. Радищева). Жилой дом был построен в 1963 году и в сентябре-октябре техникум переехал в новое здание по ул. Ташкентская, дом 81.
В 1973 году техникум построил, рядом с общежитием, 2-этажное здание учебного корпуса № 2 (площадью 500 м2), в котором были размещены лаборатории: «ТО автомобилей», «Слесарный класс», лаборатория ремонта автомобилей, лаборатория эксплуатационных материалов, лаборатория электрооборудования автомобилей, центральный склад.
В 1955 году было открыто вечернее отделение по спец. 1617 «ТО и ремонт автомобилей» с ежегодным планом приема 60 чел. (закрыто это отделение в 1976 году).
В 1961 году открыто заочное отделение по спец. 1617 «ТО и ремонт автомобилей», а с 1966 года по спец. 1601 «Эксплуатация автотранспорта» с планом приема 90 чел. На спец. 1601 и 90 чел. на спец. 1617.
В 1990 году Ивановский автотранспортный техникум был переименован в Ивановский автотранспортный колледж (приказ Минавтотранса РСФСР № 82 от 13.08.1990 г.)
В 2000 году ивановский автотранспортный колледж был переименован в Государственное образовательное учреждение среднего профессионального образования «Ивановский автотранспортный колледж» (распоряжение Минтранса РФ № АШ-10/328).
В 2004 году ГОУСПО «Ивановский автотранспортный колледж» был переименован в Федеральное государственное образовательное учреждение среднего профессионального образования «Ивановский автотранспортный колледж» (Приказ Федерального дорожного агентства г. Москвы № ОБ-117 от 29.11.2004 г.).
За период с начала основания и по сегодняшний день колледж подготовил более 18 тысяч специалистов среднего звена. Среди его выпускников Герой социалистического труда Хоружа В. К. (а/к 1412), Кавалер орденов Славы 3-х степеней Волков Ю. П. (Ив. ПАТП-1) и другие.
Большое внимание в колледже уделяется учёбе преподавателей на ФПК при институтах и Гос. университетах, в также стажировке преподавателей спец. дисциплин в АТП т/о «Ивановоавтотранс» и Ивановском РИАТ и т. д. Для повышающих квалификацию составляются индивидуальные планы, согласованные с руководством т/о «Ивановоавтотранс» и РИАТ, транспортной инспекции, Министерством транспорта РФ, Министерством образования РФ.
В колледже сложилась традиция обучения автомобильной специальности целыми семействами: Чернышевы, Орловы, Макушкины, Шухтины и другие.
В настоящее время в колледже имеются несколько отделений.

Кукушкин Владимир Васильевич — директор ИАТК (2002—2011), заслуженный учитель России, почётный работник транспорта России, д. э. н., профессор

## Профессорско-преподавательский состав (на 2004 г.)
| Звание, ученая степень, знак отличия | Количество, чел. |
| ------------------------------------ | ---------------- |
| Академик РАТ                         | 1                |
| Профессор                            | 1                |
| Доктор экономических наук            | 0                |
| Кандидат наук                        | 3                |
| Отличник СПО                         | 6                |
| Почетный автотранспортник            | 6                |

## Специальности
- спец. 190604.51 (1705) «Техническое обслуживание и ремонт автомобилей»
- спец. 190701.51 (2401) «Организация перевозок и управление на автомобильном транспорте»
- спец. 080110.51 (0601) «Экономика и бухгалтерский учёт» (по отраслям)
- спец. 030503.51 (0201) «Правоведение»
- спец. 100112.51 «Сервис на транспорте» (по видам транспорта)
- спец. 080504.51 «Государственное и муниципальное управление»
- спец. 080300.51 «Коммерция»